# Zwergentod
Der Begriff Zwergentod wird beim Sportklettern benutzt. Gibt es in einer Kletterroute eine Stelle, die für den Kletterer allein auf Grund seiner Körpergröße nicht überwindbar ist, zum Beispiel weil der nächste Griff nicht mehr erreichbar ist, dann bezeichnet man eine solche Stelle bzw. das Scheitern des Kletterers an dieser Stelle als Zwergentod.
Der Zwergentod tritt viel seltener auf, als man vermuten könnte. Viele Spitzenkletterer wie Lynn Hill (1,57 m) bewältigen trotz ihrer geringen Körpergröße Routen der höchsten Schwierigkeitsgrade.